# Jurian Cootwyck
Jurian Cootwyck (ou Jurian Kootwyck), né à Amsterdam en 1714, est un orfèvre et graveur au lavis.

## Biographie
Jurian Kootwyck naît à Amsterdam en 1714.
Jurian Kootwyck grave en imitant des dessins avec un « rendu d'une manière très supérieure ». Il a gravé d'après différents maîtres des Pays-Bas, mais a aussi gravé d'après ses propres dessins, qu'il réalise à l'encre de Chine ou aux crayons,. Principalement graveur au lavis, il a aussi réalisé des aquatintes ou des manières de crayon,. Il signait d'un monogramme « J C » suivi de l'année d'exécution.
Les dictionnaires biographiques méconnaissent sa date de mort, mais le site artprice avance l'année 1798, sans source.

## Œuvre
Estampes connues, d'après ses propres dessins ou d'autres artistes, si mentionnés,,:
- Homme assis, son chapeau sur les genoux, au lavis.
- Vieille assise sur une chaise et tenant un papier, au crayon rehaussé de blanc.
- Six différents Paysages, au lavis.
- Un Ane chargé, au crayon.
- Les Cochons couchés, au lavis.
- Deux sujets champêtres, où se voient un bœuf et une vache
- Une très jolie Marine, très rare, d'après Ludolf Bakhuizen.
- Le même sujet plus terminé; dans le lointain se voit une ville, d'après Ludolf Bakhuizen.
- Trois Pièces, où se voient des vaches qui paissent, et un âne chargé, d'après Pieter van Bloemen.
- Pastorale avec des animaux, berger assis sur des ruines et à côté une femme qui file, d'après Nicolaes Berchem.

Il a aussi gravé d'après Abraham Bloemaert, François Boucher, Cornelis Dusart, G. van Eckhoud, Allaert van Everdingen, Govert Flinck, Guillaume Kobell, Jan Lievens, Paulus Potter, Rembrandt, Eustache Le Sueur, R. de Vinkeler et Jacob de Wit.